# تریاس پیشین
| سامانه  | ردیف  | اشکوب      | سن (میلیون سال) |
| ------- | ----- | ---------- | --------------- |
| ژوراسیک | پیشین | هتانجین    | → پس از آن      |
| تریاس   | پسین  | راتین      | ۲۰۱٫۳–۲۰۸٫۵     |
| تریاس   | پسین  | نورین      | ۲۰۸٫۵–۲۲۸       |
| تریاس   | پسین  | کارنین     | ۲۲۸–۲۳۵         |
| تریاس   | میانه | لادینین    | ۲۴۲–۲۳۵         |
| تریاس   | میانه | آنیسین     | ۲۴۲–۲۴۷٫۲       |
| تریاس   | پیشین | اولنکین    | ۲۴۷٫۲–۲۵۱٫۲     |
| تریاس   | پیشین | ایندون     | ۲۵۱٫۲–۲۵۲٫۲     |
| پرمین   | پرمین | چانگسینگین | → پیش از آن     |

تریاس پیشین نخستین دور از دورهٔ تریاس می‌باشد که حدود ۲۵۰ میلیون سال پیش شروع شده‌است و تا ۳ میلیون سال بعد ادامه داشته‌است. این دوره به عنوان آغاز دورهٔ میانه‌زیستی نیز شناخته می‌شود. اهمیت فراوان این دوران به علت پایان دوران دیرین‌زیستی (پالئوزوئیک) و آغاز دوران میانه‌زیستی (مزوزوئیک) ست.

## زندگی در دوره تریاس پیشین
اتفاق افتادن انقراض پرمین-تریاس موجب شروع دوره زمین‌شناسی تریاس پیشین شد. در انقراض بزرگ دورهٔ پرمین بسیاری از مرجان‌ها، بازوپایان، نرم‌تنان، خارپوستان و دیگر بی‌مهرگان کاملاً از بین رفتند. اغلب جانداران باقی‌مانده دوکفه‌ای‌ها، شکم‌پایان، آمونیت‌ها، توتیاهای دریایی و تعداد اندکی بازوپایان بودند. در ابتدای این دوره به علت انقراض بزرگ چندان تنوع زیستی موجود نبود و اغلب جانداران خشکی زی شامل گیاهخواران کوچک می‌شد و همگن شدن این زیست‌بوم‌ها چیزی در حدود ۳۰ میلیون سال طول کشید. در این دوران آب و هوا به شدت خشک، بی باران و گرم بود به طوریکه اغلب مناطق روی زمین شامل بیابان‌های خشک بود و دو قطب زمین دارای هوای به نسبت متعادل تری بودند. علت اصلی این خشکی به احتمال زیاد فعالیت‌های آتشفشافی شدید پوستهٔ زمین و همچنین به هم پیوستگی تمام خشکیهای زمین بوده‌است.

## انقراض اسمیتی-اسپاتی
روند انقراض در ابتدای این دوره هنوز ادامه داشت چون گونه‌های بسیاری از جانوران توانایی هماهنگ شدن با دمای بالای ایجاد شده در این دوران را نداشتند. به باور برخی دانشمندان، دمای هوا در این هنگام در ساحل دریاهای آزاد به ۴۰ درجه سلسیوس می‌رسیده‌است. شرایط جوی به حدی در استوا به هم خورده بوده که تقریباً هیچ گونه موجود ساکنی در مناطق استوایی زندگی نمی‌کرده و حیوانات متحرک از این مناطق مهاجرت کرده‌اند و تنها نرم‌تنانی که توانایی تطابق با گرما را داشته‌اند در این مناطق دوام آورده‌اند.
پس از مناسب شدن آب و هوا دوباره گیاهان در این نواحی انبوه شدند و جانوران بزرگتر به استوا بازگشتند.